# Киричинський Олексій Романович
Олексій Романович Киричинський (13 січня 1889 — 2 грудня 1970) — український радянський фізіотерапевт, доктор медичних наук, професор, засновник фізіотерапевтичної служби України та кафедри фізіотерапії Київського інституту вдосконалення лікарів. Головний фізіотерапевт УРСР (1944—1970).

## Біографія
Народився 31 грудня 1888 (13 січня 1889) року в місті Біла Холмської губернії в родині статського радника. Був старшим сином у багатодітній родині.
1912 року закінчив медичний факультет Київського університету і був залишений ординатором на кафедрі нервових хвороб, яку очолював професор М. М. Лапинський, і вже тоді проявив особливу увагу до фізичних методів лікування.
У 1923 році був призначений завідувачем фізіотерапевтичного відділу «4-ї Радянської санаторії», а після її реорганізації — завідувачем фізіотерапевтичного відділу Психоневрологічного інституту.
У часи нацистсько-радянської війни не зміг виїхати, допомагав пораненим радянським партизанам. У 1944 році організував і очолив кафедру фізіотерапії Інституту удосконалення лікарів, якою керував до 1961 року.

Могила Олексія Киричинського, Берковецьке кладовище

Одночасно, з 1944 по 1970 рік, був консультантом в фізіотерапевтичній поліклініці в Києві на вулиці Ярославів Вал, 6. 1965 року, на Всесоюзному з'їзді фізіотерапевтів у місті Баку, був обраний почесним головою Союзного наукового товариства фізіотерапевтів та курортологів.
Помер на 82-му році життя 2 грудня 1970 року. Похований разом із дружиною на Берковецькому кладовищі, біля художниці Алли Горської (ділянка № 39, 50°29′49.30″ пн. ш. 30°23′45.40″ сх. д. / 50.4970278° пн. ш. 30.3959444° сх. д.).

## Наукова діяльність
Олексій Романович є засновником вчення про значення рефлексогенних зон шкіри та слизових оболонок при дії на них фізичних факторів. 1949 року за монографію «Вегетативно-сегментарна фізіотерапія» йому було присвоєно вчений ступінь доктора медичних наук. Він вперше в Радянському Союзі розробив та впровадив у практику метод парафінотерапії, дав наукове об́ґрунтування застосування цього методу при вогнепальних ураженнях головного мозку. Впровадив метод азотно-газових ванн типу Цхталтубо у некурортних умовах, розробив методики застосування УВЧ при різних патологіях.
Вчений опублікував понад 100 наукових праць у радянській та зарубіжній літературі, в тому числі шість фундаментальних монографій. Був автором ряду статей у Великій медичній енциклопедії, розробляв основну проблему фізіотерапії — наукове обґрунтування застосування фізичних факторів, створив сучасну нервово-рефлекторну теорію фізіотерапії, сприяв становленню і розвитку фізіотерапії як науки.

## Вшанування пам'яті
В Києві, на будинку по вулиці Ярославів Вал, 6, де з 1944 по 1970 рік він працював, встановлено гранітну меморіальну дошку.